# Соляний промисел Карабастуз
Соляний промисел Карабастуз – виробничий майданчик з видобутку кам'яної солі на сході Казахстану, за вісім десятків кілометрів на захід від міста Семей.
Видобуток солі з озера Карабастуз почався ще в 1894 році, при цьому вивіз продукції до сусідніх регіонів відбувався гужовим транспортом. 
Повноцінна промислова розробка стартувала в 1963 році, при цьому в 1976-му промисел перейшов під контроль об’єднання «Павлодарсіль». З 1977-го змогли вийти на річний рівень видобутку у 30 тисяч тонн кормової солі, призначеної для задоволення потреб тваринництва.
В 1990-х роках на тлі краху планової економіки Карабастузький промисел зустрівся з суттєвими складнощами та в підсумку опинився під контролем компанії ТОВ «Карабастуз».
Станом на початок 2020-х видобуток з Карабастузу коливався від 5 до 30 тисяч тонн на рік.